# Coccomyces venezuelae
Coccomyces venezuelae är en svampart som beskrevs av Sherwood 1980. Coccomyces venezuelae ingår i släktet Coccomyces och familjen Rhytismataceae.   Inga underarter finns listade i Catalogue of Life.